# Деятельность ОУН в Донбассе
Деятельность Организации украинских националистов (ОУН) на Донбассе (укр. Діяльність ОУН на Донеччині та Луганщині) осуществлялась в 1940-х и 1950-х годах.

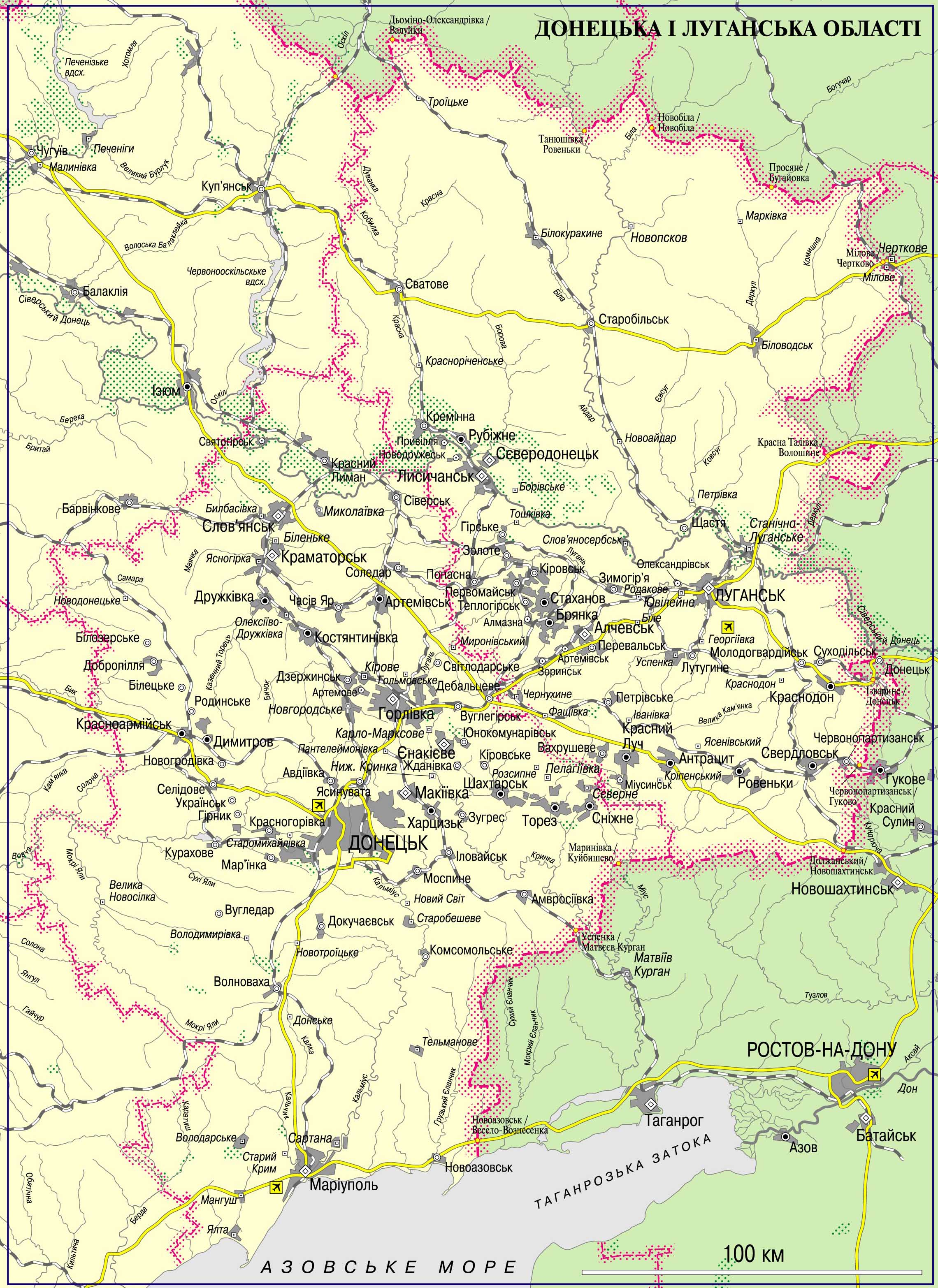
Карта населённых пунктов Донецкой и Луганской областей

В годы Великой Отечественной войны в Донбассе была развёрнута обширная сеть ОУН (б) под руководством Евгения Стахива, активно действовали несколько представителей ОУН (м). Организованные ими подпольные группы подверглись репрессиям сначала со стороны немецкой администрации, а затем и со стороны советских органов госбезопасности, и были полностью ликвидированы в конце 1940-х годов.
По оценке американского политолога Джона Армстронга, в этот период оуновцы не имели широкой поддержки в Донбассе по причине отсутствия конструктивной программы, приспособленной к потребностям жителей востока Украины, и из-за настойчивости в попытках устранения неукраинских элементов общества, хотя были предприняты шаги по изменению программы с целью удовлетворения запросов восточных украинцев.
В начале 1950-х годов ОУН (б) повторила попытку развёртывания сети подпольных организаций. Она добилась некоторых результатов в пропаганде идей национализма, однако из-за эффективного противодействия со стороны МГБ в целом успехи были более скромными, чем в 1940-х годах. К 1958 году все подпольные группы были выявлены органами государственной безопасности и ликвидированы.

## Вторжение немецких войск на территорию Донбасса
В 1941 году немцы быстро продвигались по направлению к Донбассу, стремясь в максимально короткие сроки получить контроль над угледобывающими шахтами региона, который имел важное стратегическое значение. Как пишет американский историк Хироаки Куромия, первоначально среди местного населения преобладали патриотические настроения. Неудачный ход войны и, в частности, плохая организация эвакуации, политический хаос, а также злоупотребления и репрессивные меры со стороны советских властей по отношению к «контрреволюционным, антисоветским элементам» способствовали озлоблению населения Донбасса. Отступление Красной армии и эвакуация местного руководства сопровождались повсеместной паникой, грабежами и бандитизмом. Так, имели место случаи избиений милиционеров, офицеров и руководящих работников. Две шахтёрские дивизии, предположительно собранные из людей пожилого возраста, вместо обороны Донбасса взбунтовались и разошлись по домам. Направленные в регион представители ЦК констатировали, что нет организованности и дисциплины, «много заседаний и мало ответственных за выполнение постановлений центра и собственных постановлений».
Как пишет Куромия, жители Донбасса зачастую положительно воспринимали приход немцев или по меньшей мере считали возможным жить при немецкой власти, однако через несколько месяцев настроения кардинально изменились. Убийства мирных жителей, грабежи и чрезмерная жестокость оккупантов привели к тому, что их режим стал восприниматься хуже, чем советский. По оценке Куромия, на этом фоне резко возросла популярность религии — и традиционного православия, и баптизма; резко возрос интерес ко всему украинскому, в том числе и к националистическим идеям. Ссылаясь на концепцию спонтанной десталинизации М. Гефтера, Куромия пишет, что в условиях войны население было предоставлено само себе; необходимость принятия решений способствовала появлению политических альтернатив нацизму и сталинизму. Одной из доступных альтернатив для жителей Донбасса стал украинский национализм. Эта альтернатива нашла приверженцев и среди неукраинцев Донбасса — русских, греков, татар, кавказцев. Например, действовавшая в Рутченково подпольная группа, состоявшая из этнических русских, сотрудничала с ОУН, а её члены, согласно Куромия, воспринимали себя гражданами Украины, которые борются и против немцев, и против коммунистов.

## Появление в Донбассе ОУН (б)
С момента вторжения немецкой армии на территорию СССР позади фронта двинулись походные группы ОУН, сформированные из эмигрантских кадров. В их задачу входило установление контроля над органами местного самоуправления, создание мощных оуновских организаций и ведение националистической пропаганды среди населения оккупированных областей Украины.
С точки зрения руководства ОУН, такая деятельность должна была показать немцам, что народ Украины поддерживает правительство Ярослава Стецько, которое провозгласило во Львове создание независимого Украинского государства. Предполагалось, что в этом случае правительство Стецько будет признано законным представителем украинского народа. В противном случае созданные националистические организации должны были продолжить активную деятельность, направленную на создание независимой Украины. По первоначальному плану, подготовленному в условиях глубокой конспирации, втайне от немцев, оуновское подполье и батальон Нахтигаль должны были захватить ближайший крупный украинский город (Львов) до подхода немецких войск, провозгласить независимость Украины и поставить немецкие власти перед фактом существования украинской государственности. Но из-за присутствия во Львове немецких войск реализовать этот довоенный план не получилось.
В сентябре 1941 года Третья (Южная) походная группа прибыла в Днепропетровск и приступила к созданию краевой организации. Из состава группы было выделено одно отделение (рой), которое выдвинулось в Сталинскую область. 8 октября рой В. Болгарского-Булавского (укр. Булавський Василь Тихонович) в составе 12 человек прибыл в Мариуполь. Члены роя стали работать полицейскими и переводчиками, Болгарский-Булавский возглавил отдел образования Марьинского района. В феврале члены группы были арестованы и высланы из Донбасса. За четыре месяца работы группа Булавского успела создать крупные организации в Мариуполе, Горловке, Волновахе и Константиновке. Впоследствии, с конца февраля 1942 года в Донбассе начала действовать группа под руководством Евгения Стахива и Ивана Клима. В этот период были созданы два руководящих центра в Горловке и в Мариуполе, которые объединили соответственно северные и южные районы области.
Украинский историк Владимир Никольский, перечисляя руководство ОУН (б) в Донбассе, кроме Стахива, пишет о Михаиле Кривошапко (один из основных руководителей Сталинской областной организации, предположительно застрелен полицаем в Умани), Владимире Нофенко (был редактором Мариупольской газеты, в 1943 году отозван из Мариуполя областным руководством), Тимоше (связной между областной и мариупольской организациями, в марте 1943 года отозван из Мариуполя), Фёдоре Личмане (связной между областной и мариупольской организациями, арестован криминальной службой в Мариуполе), Фёдоре Грициве (считался рейхсдойче, работал переводчиком в отделе пропаганды, руководил радиотехникой мариупольской организации), Николае Стасюке (редактор Мариупольской газеты и один из руководителей межрайонного руководства), «Графе» (член межрайонного руководства), Степане Кащенко-Держко (член северной походной группы, организационный руководитель, в 1942 году арестован гестапо, в этом же году умер в тюрьме в Сталино), Андрее Ирей-Авраменко (укр. Авраменко Андрій Васильович) (руководитель мариупольской Просвиты, один из руководителей местного центра ОУН), Максиме Бернацком (редактор газеты «Новая жизнь» в Ворошиловграде, организатор местной Просвиты, в 1945 году осуждён к смертной казни военным трибуналом).
В начале оккупации большая часть кадровых оуновцев жила и работала легально. Как пишет Никольский, их неожиданное появление в местных администрациях, полиции, хозяйственных организациях производило впечатление не только легальности организации, но и, отчасти, возможной принадлежности к оккупационному режиму. В результате пропагандистской работы на сторону ОУН перешли местные националисты, а также другие идейные противники советской власти (сторонники Союза Освобождения Украины, петлюровцы, гетманцы, некоторые церковные деятели). Кроме этого, к ОУН присоединились представители других групп населения, пострадавших от действий советской власти (например, раскулаченные). По мнению Никольского, часть из них сделала это из корыстных побуждений, считая, что ОУН является представителем немецкой власти, и к ним нужно держаться как можно ближе. По данным Никольского, первоначально к ОУН присоединялись в основном люди среднего и старшего возраста, молодёжи было мало. Вместе с тем, Куромия пишет, что по данным советской разведки оуновцы в основном принимали в свои ряды интеллигенцию (учителей, врачей) и молодёжь.
На первом этапе деятельность организации проходила под лозунгами «Украина для украинцев» и «Украина превыше всего», которые, по оценке Никольского, зачастую вызывали непонимание или даже враждебное отношение. В дальнейшем от этих лозунгов представители ОУН (б) отказались. Например, Стахив, первоначально ориентировавшийся на режим Франко, после многочисленных бесед с дончанами стал выступать за демократическую, многопартийную и свободную Украину без дискриминации национальных меньшинств.. Этот отход ОУН от националистической идеологии Куромия отнёс к «действительно значительным явлениям». Уже 21-24 сентября 1943 года на Третьем чрезвычайном большом съезде ОУН (б) эти и другие изменения, учитывающие советскую действительность, были внесены в официальные программные документы ОУН (б). Сравнивая изменения в программных документах ОУН (б) и содержание бесед с дончанами, изложенными Стахивом в своих мемуарах, Никольский пишет, что не исключается разработка этой новой программы или её ключевых принципов в Сталино.
По воспоминаниям Стахива, после этого приток людей в организацию значительно усилился, стало больше молодёжи и рабочих, появились представители других национальностей — русские, греки, татары. Но наиболее благоприятное время для привлечения новых членов уже было утеряно, а через полторы недели после изменения программы советские войска изгнали немцев с территории Донбасса.

## Появление в Донбассе ОУН (м)
По данным Куромия, представители ОУН (м) сначала прибыли в Сталино и сформировали полицию, они исполняли самые жестокие немецкие приказы. Через две недели они были высланы во Львов. Добровольский в качестве руководителей этой группы называет Ореста Зыбачинского, его жену Марту Зыбачинскую-Мойсюк и мельниковца Мыхальчевского.
По численности мельниковцы в Донбассе уступали бандеровцам. По данным Никольского, из действующих ячеек ОУН (м) достоверно известно только про мариупольскую.

## Местные организации и их кадры
За 1941—1943 годы ОУН (б) смогла создать в Донбассе развитую структуру организации, со своим руководством, связными и явочными квартирами. В её состав вошли кадровые оуновцы, местные жители националистических взглядов и лица, пострадавшие от советской власти по политическим или социальным причинам. Были созданы оуновские группы в обоих областных центрах (в Сталино и в Ворошиловграде), в городах — в Авдеевке, Волновахе, Ворошиловске, Горловке, Комсомольском, Константиновке, Красногоровке, Макеевке, Мариуполе, Ясиноватой, а также в Андреевском, Артёмовском, Будёновском, Ольгинском и Чистяковском районах.
Впрочем, полноценной организацией ОУН стать не успела, возможно, из-за того, что её формирование было ограничено двумя годами. Система вербовки в ОУН была многоступенчатой и оуновцы делились на три категории. К первой категории относили «симпатизирующих» — людей, которые относились к организации с симпатией. Кадровые оуновцы их изучали, разъясняли им программные положения и постепенно привлекали к практической деятельности (распространение листовок, поиск новых кадров). Те «симпатизирующие», которые успешно проходили первый этап, переходили в категорию «кандидаты». Они должны были знать основные документы ОУН, им поручали более серьёзные задания. Затем кандидаты давали присягу и становились полноправными членами организации. Большинство членов оуновского подполья были или «симпатизирующими», или кандидатами, поскольку не успели стать полноправными членами ОУН.
Как пишет Армстронг, наибольшую поддержку националисты получили среди интеллигенции, их идеи распространились среди большинства интеллигентов Восточной Украины. Если менее образованные слои населения (а особенно — крестьянство) в Восточной Украине равнодушно относилось к общественной жизни, то интеллектуалы в большинстве были разочарованы в коммунистической идеологии и искали программу, которая могла бы заменить идеи коммунизма. Нацисты такую программу дать не могли и не хотели — в их представлении Украина должна была превратиться в колонию. А русские антикоммунисты не имели на Украине опытных организаторов; к тому же они не смогли в достаточной степени заручиться поддержкой немцев и поэтому попали в невыгодное положение по сравнению с ОУН. Армстронг утверждает, что идея независимости Украины, основанная на культурном своеобразии, была привлекательна для интеллектуалов, но не интересна широким массам, которых скорее волновали проблемы децентрализации управления. Поэтому особой поддержки в Донбассе ОУН так и не получила. В числе причин Куромия называет и общее неприятие местными жителями идей Дмитрия Донцова, которые оуновцы поначалу пропагандировали, и отсутствие общего языка — галицкий диалект значительно отличался от местного суржика.
Общее число членов ОУН в Донбассе в этот период оценивается около тысячи, вокруг них было объединено около десяти тысяч человек, в основном — члены Просвиты (например, Славянская Просвита — 400 человек, Мариупольская — 300). По происхождению члены оуновского движения Донбасса были представлены местными жителями (50 %), выходцами из Центральной Украины (40 %) и выходцами с Западной Украины (10 %).
По масштабу националистической деятельности в Донбассе особенно выделялся Мариуполь (но и здесь оуновское подполье значительно уступало коммунистическому). В годы оккупации город полностью контролировался украинцами, а городской голова занимал откровенно националистическую позицию и выступал за формирование украинских военных частей. В городе была хорошо развита организация Просвита и украинская образовательная система.

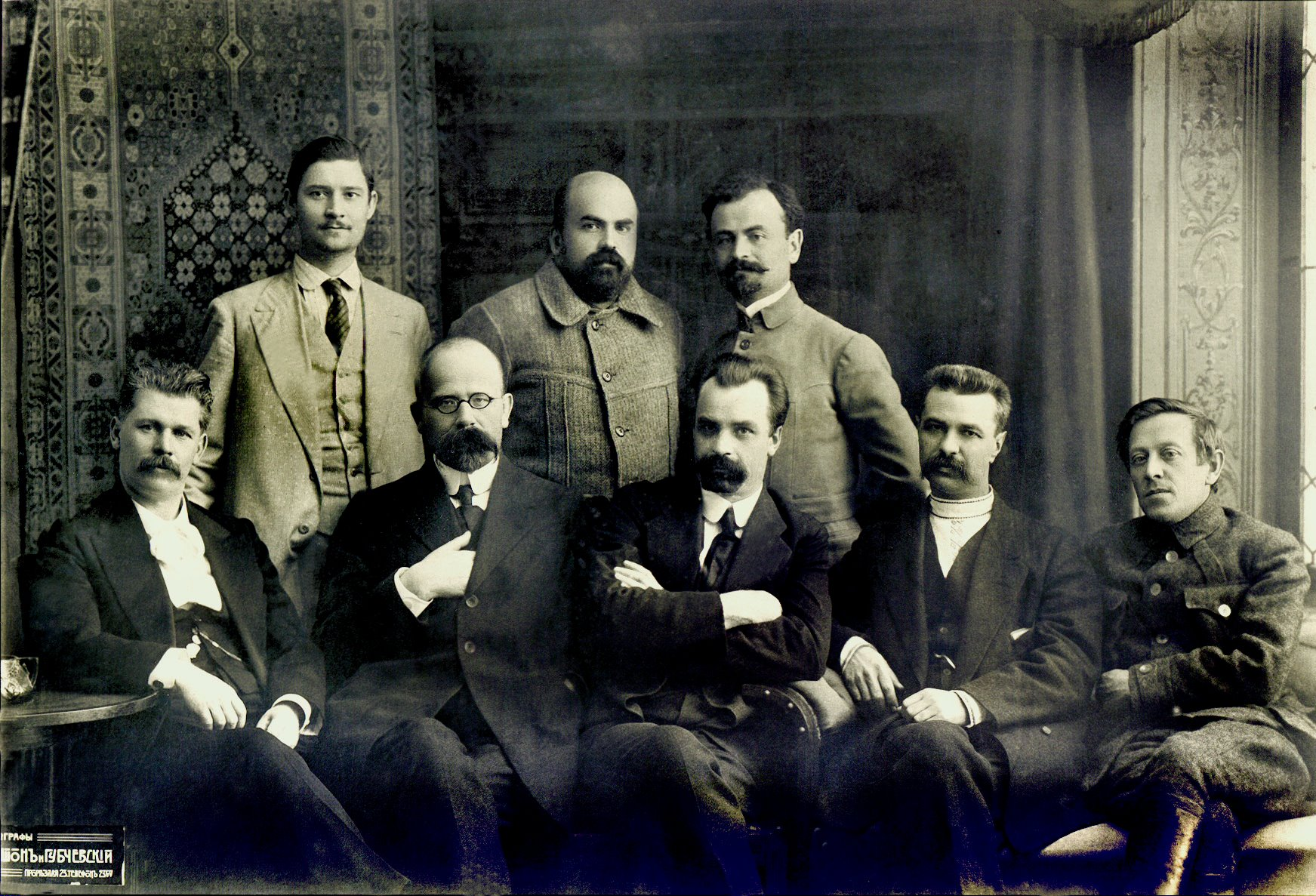
Первый Генеральный Секретариат Центральной рады. Николай Стасюк стоит посередине.

Организатором этой деятельности в городе считается Николай Стасюк — бывший министр Центральной Рады, проживавший в Мариуполе после выхода из заключения в 1940 году. После прихода немцев он занял пост редактора «Мариупольской газеты», которая стала второй по влиянию украинской газетой на Левобережье, уступая только харьковской «Новой Украине». Через неё Стасюк занимался не только легальной националистической деятельностью, но и стал одним из организаторов оуновского подполья.
По данным Добровольского, оуновское подполье в Мариуполе наладило сотрудничество с коммунистическим подпольем: коммунисты получали от бандеровцев оружие, взамен же предоставляли разведывательную информацию. Мариупольские оуновцы поддерживали связь с бандеровским окружным руководством в Ейске, которым руководил С. Ткаченко.
Объясняя причины столь масштабной деятельности оуновцев в Мариуполе по сравнению с большинством городов Донбасса, где подавляющая часть населения не имела ни способностей, ни желания вести политическую деятельность, Армстронг предположил, что несколько умеренных националистов настойчивой работой смогли переломить ситуацию в городе, немецкий оккупационный режим в условиях прифронтовой зоны был достаточно мягок, и сами немцы не препятствовали деятельности националистов.

## Деятельность в годы немецкой оккупации
Перед членами организации стояло два основных вопроса: пропаганда целей и планов ОУН и увеличение её численности.
Одной из важнейших задач оуновцев было распространение листовок, которые разрабатывались центральным руководством и изредка корректировались на местах. Направлены они были как против немцев, так и против советской власти. Работа эта была достаточно рискованной из-за жёсткого преследования со стороны оккупационных властей.
Другим важным направлением было развитие организации «Просвита». Её подразделения были созданы во многих городах Донбасса, причём даже если организаторами выступали не кадровые оуновцы, то они всё равно быстро попадали под идейное влияние ОУН. Легальным направлением Просвиты была культурно-просветительская работа, одновременно ОУН вело через её подразделения пропаганду и подбор кандидатов в свои ряды. Следует отметить, что советские органы госбезопасности приравнивали Просвиту к ОУН и часто осуждали просвитовцев как оуновцев, даже если они не имели никакого отношения к этой организации.
Для ведения пропаганды в обход немецкой цензуры использовалась и местная пресса, например, «Мариупольская газета» и ворошиловградская «Новая жизнь», редакторами которых были соответственно руководитель мариупольской межрайонной организации ОУН Николай Стасюк и руководитель ворошиловградской областной организации ОУН М. Бернадский.
Ещё одним важным направлением считался сбор информации о политическом, экономическом и социальном положении Донбасса. Например, в декабре 1942 года был составлен отчёт «Загальні відомості з СУЗ», содержавший важную информацию о ситуации в Сталинской и Ворошиловградской областях. В сентябре 1943 года был составлен «Звіт з Донбасу» (оба отчёта хранятся в архиве СБУ), содержавший описание военных действий, оценку боеспособности немецких войск и характеристику карательных органов, мероприятий немецкого командования, направленных на улучшение ситуации. Аналогичные сведения (боеспособность, вооружение, питание) приводились и для Красной Армии. Анализ этих документов показывает, что работа разведки была поставлена на достаточно высоком уровне, и что ОУН имела значительное число информаторов по обе стороны фронта.
Местные организации занимались и созданием материальной базы: накапливали денежные средства, продовольствие, оружие. Причём приобретение оружия относилось к одному из наиболее засекреченных направлений деятельности, сведений о нём мало, и достоверно известно лишь то, что такая работа велась, и что оуновское подполье действительно получало оружие из разных источников (вплоть до пулемётов).

## Репрессии со стороны немецкой оккупационной власти
Первоначально немцы не имели представления о существовании походных групп и не обращали внимания на их деятельность. Но вскоре полевая полиция и гестапо, получив данные о «самостийницком» направлении деятельности ОУН, начала арестовывать и физически уничтожать её членов. Против них была развёрнута активная пропаганда. Преследованию подверглись и ОУН (б), и ОУН (м).
На Донбассе аресты начались с Мариуполя — местное оуновское подполье было раскрыто силами украинской вспомогательной криминальной службы под руководством П. Бордичевского и провокатора О. Вальчика. Были арестованы местные подпольщики и представитель центрального руководства Личман, который выполнял два задания: создание террористической группы для борьбы с врагами украинских националистов из числа сотрудников гестапо и организация подполья для работы в тылу Красной Армии после изгнания фашистов.
От арестованных были получены сведения о паролях и явках в Сталино, а также данные о действующих членах ОУН. После этого следствие было передано немецкому следователю Бизелю. Часть подпольщиков была расстреляна, часть сбежала в суматохе во время наступления 4-го гвардейского корпуса Красной армии, часть была отпущена (по словам Фененко, это произошло благодаря тому, что Бизель был вынужден срочно выехать в Германию, а его заместитель был не столь кровожаден), Личман был отправлен для дальнейшего следствия в Сталино и впоследствии погиб в концлагере Бухенвальд.
Аналогично гестаповцы действовали и в Славянске: с марта 1943 года начались аресты местных онуновцев, трёх арестованных отправили в концлагерь Дахау. Кроме этого, весной 1943 года аресты и расстрелы оуновцев прошли в Горловке, Донецке, Константиновке, Краматорске, Красноармейске и Ольгинке.

## Борьба против советской власти
После изгнания немецких оккупантов органы советской госбезопасности в течение нескольких лет ликвидировали все ячейки подпольной сети ОУН, созданные во время войны, большинство их членов и «симпатизирующих» было арестовано. Так, в 1943—1947 годах, по данным Александра Пагиря, в Сталинской области было ликвидировано 15 организаций и арестовано 80 человек, в Ворошиловградской — ликвидировано 17 организаций и арестовано 33 человека.
В 1949 году ОУН (б) приступило к реализации плана «Орлик», предполагавшего восстановление оуновского подполья на всей территории Украины. На восток были направлены ряд оуновцев для организации подпольных организаций. Кроме этого, часть оуновцев возвращалась в УССР, освобождаясь из мест заключения, но не в свои родные места, а, по призыву Миколы Лебедя, в промышленные центры. На местах проводилась агитация, предпринимались активные усилия по привлечению молодёжи.
Основным заданием возрождающегося подполья было не ведение террористической деятельности, а воспитание новых кадров и подготовка будущих руководителей. Оуновцы ожидали, что война в Корее приведёт к началу новой мировой войны, и готовились активизировать свою деятельность при приближении линии фронта к территории Украины.
Пропагандистская деятельность начала давать результаты, в Донбассе организовывались новые подпольные группы. Никольский отдельно выделяет мариупольскую организацию ОУН «Свобода труда», насчитывавшую 15 человек. Все, кроме руководителя (В. И. Сердюка), были работниками завода «Азовсталь», в возрасте от 20 до 25 лет. Задачей группы было получение огнестрельного оружия, в начале же войны предполагался переход на нелегальное положение и организация террористических актов против партийных и советских работников.
В то же время, согласно отчётам органов госбезопасности, наибольшие пробандеровские настроения в середине 1950-х годов отмечены в районе Горловки (в частности, в 1950 году под Горловкой был обнаружен бункер (крыивка) (укр. Криївка) ОУН с литературой, а в 1955 году в самом городе была выявлена крупная группа под руководством Андрунника и Себанца).
Однако восстановить мощную подпольную сеть не удалось — план «Орлик» был известен МГБ, которое активно противодействовало его реализации, в том числе и с помощью проникновения в ОУН своих агентов. В начале 1950-х годов сеть оуновских организаций на востоке Украины была ликвидирована. Значительное количество вооружённых подпольщиков-националистов вернулось на Западную Украину.
Рассматривая проблему определения масштабности ОУН в Донбассе, Никольский констатирует, что реальная численность оуновцев неизвестна. С одной стороны, в связи с конспирацией при создании и деятельности подпольных групп, а также из-за трёхступенчатой структуры организации («симпатизирующие» — кандидаты — члены), точный учёт кадров был невозможен, известно только количество арестованных членов ОУН. С другой стороны, не все осуждённые за членство в ОУН реально в неё входили. Так, Никольский всех арестованных оуновцев делит на четыре группы: идейные последователи ОУН, имевшие связь с центральными органами и проводившие агитационную и организационную деятельность; завербованные представителями первой группы, их действия носили спорадический характер и заключались в ознакомлении с литературой и посредничестве при агитации третьих лиц; случайные лица, не имевшие к ОУН никакого отношения; лица, действительно сотрудничавшие с немецкими оккупантами — старосты, полицаи, тайные агенты жандармерии и т. п., которым предъявляли обвинения и в совершении реальных преступлений, и в воображаемой принадлежности к ОУН.
Никольский делит репрессированных оуновцев на участников групп и одиночек, для которых членство в подпольных группах доказано не было. По его данным, с 1943 по 1957 год в Сталинской области было репрессировано 69 человек в составе 15 групп и 43 одиночки, в Ворошиловградской области — 43 одиночки. Среди осуждённых наибольшая в этот период группа — 17 человек (15 украинцев и 2 русских) из Ясиноватой.
Последним членом ОУН в Донбассе считается пропагандист М. Янковский, арестованный в Дзержинске в 1958 году.